# Ikkō Narahara
Ikkō Narahara (奈良原一高, Narahara Ikkō), né le 3 novembre 1931 à Ōmuta et mort le 19 janvier 2020 à Tokyo, est un photographe japonais.

## Biographie
De 1954 à 1959, Ikkō Narahara étudie l'histoire de l'art à Tokyo. Il photographie le Japon des années 1950, l'après-guerre de ce pays qui tente de se reconstruire. Sa première exposition (tenue à Ginza en 1956) intitulé La Terre Humaine se constitue d'un reportage en noir et blanc sur des personnes qui ont souffert des retombées radioactives d'un volcan en 1956.
De 1957 à 1961, Ikkō Narahara fait partie, avec Shōmei Tōmatsu, Eikō Hosoe, Kikuji Kawada, Akira Satō et Akira Tanno, du collectif de photographes Vivo, qui inspira, dans le Japon d'après-guerre, le mouvement photographique connu sous le nom d' « École de l'image » et influença profondément le style photographique japonais des années 1960 et 1970.
Les photographies qu'il a faites du Japon sont celles d'individus confinés dans des espaces fermés comme des mines, des prisons, ou des monastères. Il expose aussi des photographies de chariots, de bébés, de chiens, de chats ou d'enfants, qui ont été découpées en forme circulaire : il réalise ces photos pour retranscrire le centre du cercle rond de l'image projetée par l'objectif :

« Ce que vous voyez dans le viseur d'un appareil photo est seulement - excepté les objectifs circulaires de fisheye - le secteur pointu et carré qui a été coupé du centre du cercle rond de l'image projeté par l'objectif de l'appareil photo. De même, toute l'image que nous voyons avec nos yeux est également projetée comme cercle. Le centre est brusquement au foyer, alors que la périphérie plus indistincte que notre vision, a le travail de percevoir l'espace et le mouvement visuel dans lui. Quand on pousse l'obturateur d'un appareil photo, il me semble probable qu'on emploie son propre corps pour reconstituer la perception périphérique latente entourant le secteur limité dans le viseur. Et c'est à ça que les photographes se réfèrent en tant que "sens spatial". »

Il porte un réel intérêt pour le monde occidental, son art, sa pensée. C'est pourquoi il voyage beaucoup notamment en Europe et aux États-Unis dont il tirera des photos qui donneront lieu à des expositions et des livres. Il commence son voyage en Europe par une croisière sur la mer Égée en 1973 et le termine avec des vues des Alpes prises en 2000
Ikkō Narahara dit de ses voyages : 

« Juste une fois je voudrais faire un voyage sans appareil photo. En fait, le sentiment de liberté et de plaisir que j'éprouverais si je partais en voyage insouciant, sans appareil photo, égalerait probablement le sentiment de la satisfaction que j'obtiens quand je voyage avec eux. En voyageant toujours avec des appareils photos, je pense que je perd souvent le plaisir de regarder juste des choses avec mes yeux. Ainsi alors que le viseur de l'appareil photo accélère notre capacité à regarder d'une manière focalisée, nous tendons également à perdre le plaisir de regarder simplement le monde d'une manière détendue. »

Fin 2002 et début 2003, Ikkō Narahara expose en France à la Maison européenne de la photographie où il montre un reportage social sur les mineurs de l'île d'Ha-shima,.
Ikkō Narahara meurt à l'âge de 88 ans à Tokyo le 19 janvier 2020 des suites d'une insuffisance cardiaque.

## Livres de photographies
- Yōroppa: teishi shita jikan (ヨーロッパ・静止した時間) - Europe. Where Time Has Stopped. Kashima Shuppankaia, 1967[4].
- Supēn: Idai naru gogo (スペーン・偉大なる午後) - España gran tarde. Kyūryūdō, 1969[5].
- Japanesuku (ジャパネスク). Tokyo : Mainichi Shinbun-sha, 1970.
- Ōkoku (王国) / Man and his land, Tokyo : Chūōkoronsha, 1971.
- Shōmetsu shita jikan (消滅した時間) Tokyo : Asahi Shinbun-sha, 1975. Rpt Tokyo : Creo, 1995.  (ISBN 4-906371-20-5)
- Seven From Ikko, Tokyo : Unac, 1976.
- Ōkoku: Chinmoku no sono, kabe no naka (王国：沈黙の園・壁の中) Tokyo : Asahi Sonorama, 1978.
- Chikakute haruka na tabi (近くて遥かな旅) Tokyo : Shūeisha, 1979.
- Hikari no kairō: San Maruko (光の回廊：サン・マルコ) Tokyo : Unac, 1981.
- Shashin no jikan (写真の時間) Tokyo : Kōsakusha, 1981.
- Narahara Ikkō (奈良原一高) Shōwa shashin zenshigoto 9. Tokyo : Asahi Shinbun-sha, 1983.
- Venetsia no yoru (ヴェネツィアの夜) Tokyo : Iwanami, 1985.  (ISBN 4-00-008027-X)
- Shōzō no fūkei (肖像の風景) Tokyo : Shinchōsha, 1985.  (ISBN 4-10-357501-8)
- Ningen no tochi (人間の土地, La terre humaine) Tokyo : Libroport, 1987.
- Hoshi no kioku (星の記憶, La mémoire des étoiles) Tokyo : Parco, 1987.
- Venetsia no hikari (ヴェネツィアの光) Tokyo : Ryūkō Tsūshin, 1985.  (ISBN 4-947551-93-3)
- Burōdowei (ブロードウェイ) Tokyo : Creo, 1991.  (ISBN 4-906371-05-1)
- Dyushan dai-garasu to Takiguchi Shūzō shigā bokkusu (デュシャン大ガラスと瀧口修造シガー・ボックス) Tokyo : Misuzu, 1992.  (ISBN 4622042428)
- Kū (空) Tokyo : Libroport, 1994.  (ISBN 4-8457-0898-1)
- Tokyo, the '50s. Tokyo : Mole, 1996.  (ISBN 4-938628-21-X)
- Narahara Ikkō (奈良原一高, Ikkō Narahara) Tokyo : Iwanami, 1997.
- Poketto Tōkyō (ポケット東京, Tokyo de poche) Tokyo : Creo, 1997.  (ISBN 4-87736-010-7)
- Ten (天, Paradis) Tokyo : Creo, 2002.  (ISBN 4-87736-078-6)
- Mukokuseki-chi (無国籍地) Tokyo : Creo, 2004.  (ISBN 4-87736-097-2)
- Jikū no kagami (時空の鏡, Miroir de l´espace et du temps) Tokyo : Shinchōsha, 2004.  (ISBN 4-10-357502-6)
- En (円, Vision circulaire) Tokyo : Creo, 2004.  (ISBN 4-87736-102-2)

## Collections
- Museum of Fine Arts, Houston[6].
- Museum of Modern Art (MoMA), New York[7].

## Expositions
- 13 décembre 2002 - 23 février 2003 : Ikko Narahara : photographies 1954-2000, Maison européenne de la photographie, Paris[3].
- 18 novembre 2014 - 1er mars 2015 : Narahara Ikko, Domains, Musée national d'Art moderne, Tokyo[8].
- 23 novembre 2019 - 26 janvier 2020 : Ikko Narahara photographs : the promised journey to Spain, Musée d'Art de Setagaya, Tokyo[9].

## Prix et distinctions
- 1987 : Prix Higashikawa[10].